# Relations entre la Malaisie et l'Union européenne
Les relations entre la Malaisie et l'Union européenne sont, à l'origine, les relations entre la Malaisie et les États membres de l'Union européenne. La Malaisie a un accord de libre-échange avec l'Union européenne depuis 2010.

## Sources

## Compléments